# Вероника широколистная
Вероника широколистная, или Вероника дубровник, или Вероника большая (лат. Veronica teucrium) — многолетнее травянистое растение, вид рода Вероника (Veronica) семейства Подорожниковые (Plantaginaceae) (ранее этот род включали в семейство Норичниковые (Scrophulariaceae), либо в самостоятельное семейство Верониковые (Veronicaceae)).

## Ботаническое описание
Корневище ползучее, шнуровидное. Стебли одиночные или по 2—3, прямостоячие или восходящие, высотой 15—70 (до 100) см, довольно толстые.
Листья цельные, яйцевидные или продолговато-яйцевидные, длиной 3—5,5 см, шириной 1,5—2,5 см, сердцевидно-треугольные, почти стеблеобъемлющие, сидячие или на коротких черешках, по краю от зубчато-пильчатых, до городчато-надрезанных, очень редко почти цельнокрайные, сверху голые, снизу с волосками.
Цветки в супротивных, густых, длиной 6—15 см, кистях, последние в числе 2—4, в пазухах верхних листьев; цветоножки тонкие, вверх направленные, курчаво волосистые, равны или немного длиннее линейно-ланцетных или линейных прицветников и чашечки. Чашечка неравно пятираздельная, реже четырёхраздельная, пятый зубец длиной около 1,5 мм; доли чашечки линейно-ланцетные до шиловидных, длиной 3—4 мм, голые или более менее волосистые; венчик диаметром 9—17 мм, ярко-синий, розоватый или белый, с тёмными жилками, в зеве белый и волосистый; доли венчика неравные, три яйцевидных или округло-яйцевидных и одна яйцевидная, коротко заострённые. Тычинки почти равны венчику, пыльники яйцевидные, как и нити, синие.
Коробочка широкообратнояйцевидная или обратно-сердцевидная до округлой, длиной 3—3,5, реже 5,5 мм, голая или покрыта редкими волосками, при основании округлая, на верхушке с неглубокой, узкой выемкой. Семена плоские, щитовидные, шириной около 1,5 мм.

## Распространение и экология
Западная Европа: Германия, Италия, Франция, Бельгия, страны бывшей Югославии, Швейцария, Австрия, Венгрия, Чехословакия, Польша, Болгария, Румыния, восточная часть Испании; Азия: Китай (по-видимому, Северная Джунгария), Монголия (возможно, река Селенга); территория бывшего СССР: от западной границы на восток до нижнего течения реки Ишим и устья реки Селенги; на севере достигает устья реки Чулым, 59°45' северной широты на реке Енисей, 60°30' северной широты на реке Пит, Братска и Киренска, отсутствует к востоку от линии Киренск — Улан-Удэ; в европейской части северная граница проходит по линии Финский залив — низовья реки Волхов — верховья Волги — низовья рек Мологи и Шексны — Нижний Новгород — Киров — Пермь — Нижний Тагил, отсутствует к югу от линии Одесса — Днепр — Ростов-на-Дону — излучина Дона — Волгоград — Уральск — Орск; произрастает также в горах Крыма и на Кавказе, в лесной и лесостепной частях Предкавказья до Даргкоха, на Тарбагатае, в Сауре, на Алтае, в Саянах, Прибайкалье.
Растёт на лугах, луговых степях, по опушкам лесов, в кустарниках и в светлых лесах чаще по долинам рек, на скалах, в борах.

## Классификация

### Таксономия
- Veronica teucrium L., 1753, Sp. Pl. : 16

Вид Вероника широколистная включается в род Вероника (Veronica) семейства Подорожниковые (Plantaginaceae) порядка Ясноткоцветные (Lamiales) клады Ламииды, последовательно входящей в более крупные клады Астериды → Суперастериды → Эвдикоты → Цветковые растения. Таксономическая схема в соответствии с Системой APG IV по состоянию на июнь 2024 года:
|  |                          |  |                                   |                                   |                          |  | еще 23 семейства | еще 23 семейства |                            |  |  |  | еще 507 подтвержденных видов и 147 видов, ожидающих подтверждения |
|  |                          |  |                                   |                                   |                          |  | еще 23 семейства | еще 23 семейства |                            |  |  |  | еще 507 подтвержденных видов и 147 видов, ожидающих подтверждения |
|  |                          |  |                                   | порядок Ясноткоцветные            |                          |  |                  |                  | род Вероника               |  |  |  |                                                                   |
|  |                          |  |                                   | порядок Ясноткоцветные            |                          |  |                  |                  | род Вероника               |  |  |  |                                                                   |
|  | клада Цветковые растения |  |                                   |                                   | семейство Подорожниковые |  |                  |                  | вид Вероника широколистная |  |  |  |                                                                   |
|  | клада Цветковые растения |  |                                   |                                   | семейство Подорожниковые |  |                  |                  |                            |  |  |  |                                                                   |
|  |                          |  | ещё 63 порядка цветковых растений | ещё 63 порядка цветковых растений |                          |  |                  | еще 106 родов    | еще 106 родов              |  |  |  |                                                                   |
|  |                          |  |                                   | ещё 63 порядка цветковых растений |                          |  |                  |                  | еще 106 родов              |  |  |  |                                                                   |

### Синонимы
- Botryopleuron latifolium (Hemsl.) Hemsl.
- Calorhabdos latifolia Hemsl.
- Cardia latifolia (L.) Dulac
- Cardia plana Dulac
- Fedia maxima (Mill.) Roem. & Schult.
- Ponaria latifolia (L.) Raf.
- Uranostachys teucrium Fourr.
- Veronica austriaca subsp. pseudochamaedrys (Jacq.) Kerguélen
- Veronica austriaca subsp. teucrium (L.) D.A.Webb
- Veronica austriaca var. teucrium (L.) O.Bolòs & Vigo
- Veronica brachysepala F.W.Schultz
- Veronica florida Salisb.
- Veronica latifolia L.
- Veronica latifolia var. major Schrad.
- Veronica latifolia var. minor Schrad.
- Veronica lutetiana Schult.
- Veronica maxima Mill.
- Veronica nitida Poir.
- Veronica pratensis Garsault
- Veronica pseudochamaedrys Jacq.
- Veronica teucriphylla St.-Lag.
- Veronica teucrium f. brachysepala (F.W.Schultz) Watzl
- Veronica teucrium f. incisa Watzl
- Veronica teucrium f. lasiocalyx (Beck) Watzl
- Veronica teucrium prol. brachysepala (Sch.Bip.) Rouy
- Veronica teucrium prol. pseudochamaedrys (Jacq.) Rouy
- Veronica teucrium subsp. latifolia (L.) Čelak.
- Veronica teucrium subsp. pseudochamaedrys (Jacq.) Nyman
- Veronica teucrium var. bastardii Franch.
- Veronica teucrium var. integerrima Trautv.
- Veronica teucrium var. lasiocalyx Beck
- Veronica teucrium var. latifolia (L.) Wallr.
- Veronica teucrium var. lutetiana (Roem. & Schult.) Rouy
- Veronica teucrium var. major Wallr.
- Veronica teucrium var. minima Wallr.
- Veronica teucrium var. minor Wallr.
- Veronica teucrium var. minor (Schrad.) Wimm. & Grab.
- Veronica teucrium var. multifidum Wallr.
- Veronica teucrium var. nana Gaudin
- Veronica teucrium var. oxypetala Beck
- Veronica teucrium var. subfloccosotomentosa Bornm. ex Watzl
- Veronicastrum latifolium (L.) Opiz
- Veronicastrum latifolium var. latifolium (Schrad.) Opiz